# La Chanson du linceul

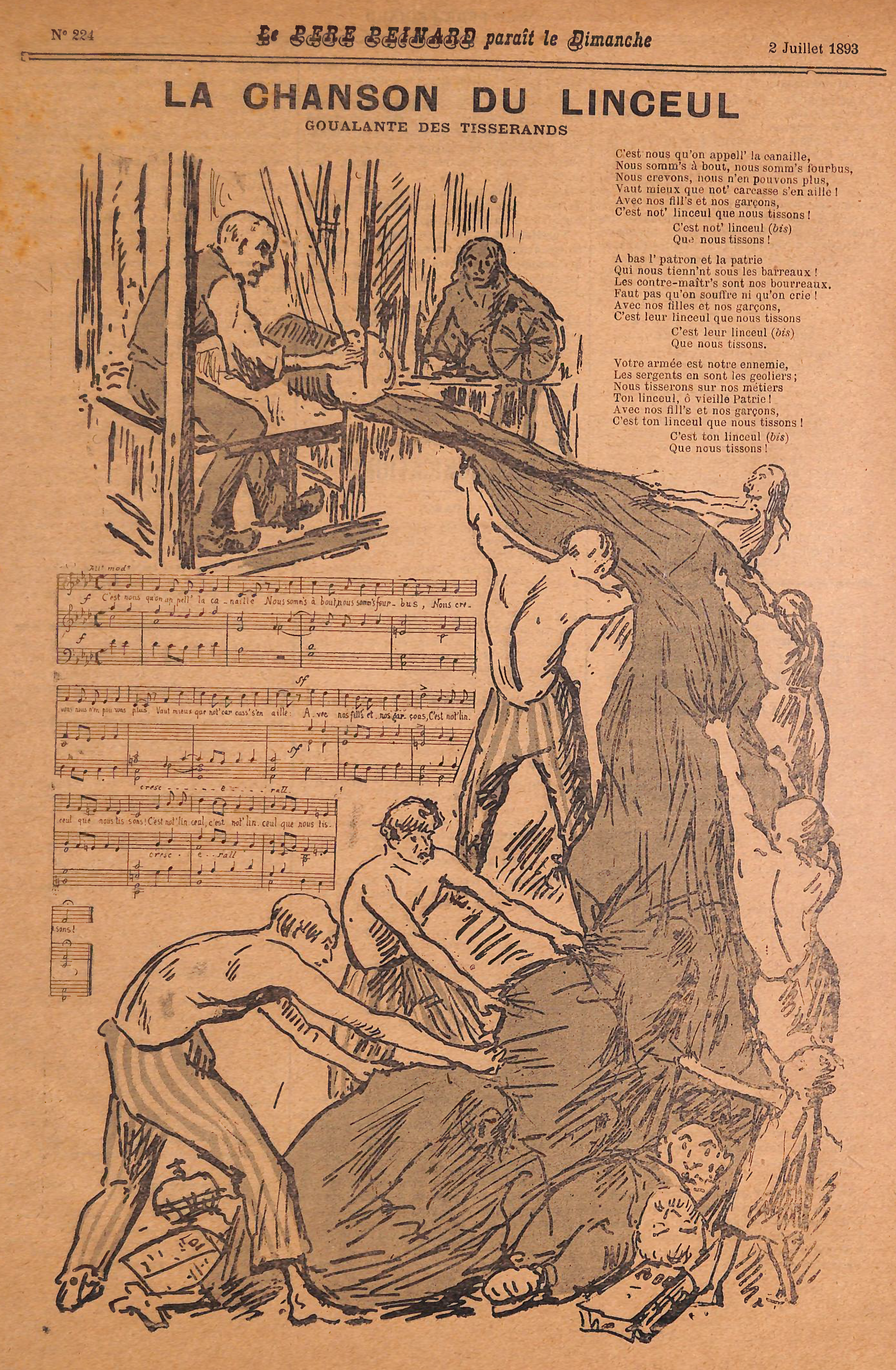
Paroles de La Chanson du linceul reproduites dans Le Père peinard du 2 juillet 1893.

La Chanson du linceul ou Goualante des Tisserands est une chanson anarchiste et antimilitariste écrite en 1893 par Maurice Vaucaire.

## Histoire
Cette chanson, qui s'inspire du poème Les Tisserands de Silésie de Heinrich Heine, est interprétée par les révoltés de Silésie de 1844 dans la pièce de théâtre Die Weber (en français Les Tisserands) de Gerhart Hauptmann. Cette pièce fut mise en scène par André Antoine en 1893 au Théâtre-Libre à Paris dans une traduction de Jean Thorel. La chanson originellement en allemand est adaptée en français par Maurice Vaucaire, sous le titre La Chanson du linceul. Aristide Bruant s'en est inspiré à son tour pour Le Chant des canuts. 

### Les Tisserands
La pièce de théâtre de Gerhart Hauptmann est un drame en cinq actes, en prose, dont l'action se passe en Silésie en 1848. Au premier acte, M. Dressiger est le patron d'une grande filature qui exploite ses ouvriers. Du fait de la crise économique, les ouvriers acceptent leur sort et un salaire de misère. L'ouvrier Baeker se rebelle et quitte son poste. Au second acte, la narration se focalise sur les Baumert, une famille de pauvres tisserands, condamnés à tuer leur chien pour manger un peu de viande. Lors du festin, le fils d'un voisin nommé Jaeger apporte de l'eau-de-vie. Jaeger est un militaire discipliné qui se transforme en révolté à la fin du repas et interprète La Chanson du linceul. Au troisième acte, la scène prend place dans un cabaret où des disputes éclatent entre ouvriers et paysans. Un gendarme essaye de restaurer l'ordre mais il est chassé par les ouvriers qui entonnent de plus belle La Chanson du linceul. Au quatrième acte, l'action se passe dans le salon des riches Dressiger dont la maison est cernée par les ouvriers qui chantent. La police intervient pour calmer l'émeute et Jaeger est arrêté. Il est délivré de la prison et les ouvriers, dont le vieux Baumert, reviennent saccager la maison de Dressiger. Le dernier acte introduit un nouveau personnage nommé Hilse, vieux tisserand dévôt qui accepte la misère de sa condition humaine. Les émeutiers pénètrent dans sa maison, toujours en chantant La Chanson du linceul et tentent de l'emmener avec lui. Il refuse mais sa belle-fille se mêle à la foule avec Jaeger en tête. Elle est tuée par la police et Hilse implore Dieu à genoux de sauver les pauvres tisserands. La pièce s'achève sur l'image du vieil homme qui s'écroule, touché par une balle perdue, tandis que sa femme aveugle et sourde, crie son nom,.

### En prison
Le fondateur des Camelots du Roi, Maurice Pujo, narre un séjour en prison où Miguel Almereyda de La Guerre sociale entonne La Chanson du Linceul. Anarchistes et Camelots du Roi reprennent en chœur le refrain. 

## Paroles
C’est nous qu’on appell' la canaille,

Nous somm's à bout, nous sommes fourbus,

Nous crevons, nous n’en pouvons plus,

Vaut mieux que not' carcasse s’en aille !

Avec nos fill's et nos garçons,

C’est not’ linceul que nous tissons !

C’est not’ linceul (bis)

Que nous tissons !

A bas l’patron et la patrie

Qui nous tiennent sous les barreaux !

Les contre-maîtr's sont nos bourreaux.

Faut pas qu’on souffre ni qu’on crie !

Avec nos filles et nos garçons,

C’est leur linceul que nous tissons !

C’est not’ linceul (bis)

Que nous tissons ! 

Votre armée est notre ennemie,

Les sergents en sont les géôliers ;

Nous tisserons sur nos métiers

Ton linceul, ô vieille patrie !

Avec nos filles et nos garçons,

C’est ton linceul que nous tissons !

C’est not’ linceul (bis)

Que nous tissons !